# Vejedre ütök
A Vejedre ütök 2004-ben bemutatott amerikai vígjáték, melyet Jay Roach rendezett, és a nagy sikerű Apádra ütök folytatása. A filmben az előző rész főszereplői visszatérnek, mint pl. Robert De Niro, Ben Stiller, Teri Polo és Blythe Danner, továbbá a film két új szereplővel bővül, az Oscar-díjas Dustin Hoffman és szintén Oscar díjas Barbra Streisand személyében, akik a Beckur szülőket alakítják. A film már a nyitóhétvégéken több mint 46,120,980 dollárt hozott a kasszára, így érthető, hogy 2010-ben elkészült a folytatása Utódomra ütök címmel.

## Szereplők
| Szereplő               | Színész          | Magyar hang     |
| ---------------------- | ---------------- | --------------- |
| Jack Byrnes            | Robert De Niro   | Reviczky Gábor  |
| Shagilan "Greg" Beckur | Ben Stiller      | Lippai László   |
| Pamela Byrnes          | Teri Polo        | Haumann Petra   |
| Dina Byrnes            | Blythe Danner    | Ráckevei Anna   |
| Bernard Beckur         | Dustin Hoffman   | Szakácsi Sándor |
| Rozalin Beckur         | Barbra Streisand | Kovács Nóra     |
| Kevin Rawley           | Owen Wilson      | Crespo Rodrigo  |

## Cselekmény
Két évvel az első film után Greg Beckur és menyasszonya, Pam Byrnes, úgy döntenek, ideje, hogy a szüleiket is bemutassák egymásnak. Először Oyster Baybe utaznak, hogy felvegyék Pam szüleit: a visszavonult CIA-ügynököt, Jacket, a feleségét, Dinát, valamint egy éves unokájukat, Kicsi Jacket. Ahelyett azonban, hogy a terveik szerint repülővel indulnának el, Jack az egyedi rendelésre készített, golyóálló üveggel ellátott buszával viszi el őket Miamiba.
Mikor megérkeznek, Greg életvidám, habár kissé hóbortos apja, Bernie fogadja őket, és az anyja, Roz, aki szexterapeutaként dolgozik. Mivel aggódik, hogy Jack esetleg közönségesnek találja a Beckur-család szokásait, és veszélyesnek azt Kicsi Jackre nézve, azt kéri Roztól, hazudja azt, hogy jógaoktató. Sajnos Jack és Beckurék között egyre csak halmozódik a feszültség, a két család eltérő életfelfogása miatt. Beckurék kutyája, Mózes, szemet vet Jack macskájára, Malőrre, és amikor egymásnak ugranak, Bernie kénytelen szétverni Jackék vécéjét. Később egy focimeccs alatt Jack csúnyán meghúzza a hátát, ugyancsak Bernie hibájából.
Közben Pam elmondja Gregnek, hogy várandós, és úgy döntenek, hogy ezt eltitkolják Jack elől. Közben Jack megint elkezd gyanakodni Gregre, amikor megismeri Beckurék házvezetőnőjét, Isabel Villalobost, akiről megtudja, hogy Greg vele vesztette el a szüzességét. Gyanúja még erősebb lesz, amikor találkozik Isabel 15 éves fiával, Jorge-szal, aki a megszólalásig emlékeztet Gregre. Eközben az egész család megtudja, Jacket kivéve, hogy Pam babát vár. Dina tippeket kér Roztól, hogy megpróbálja elcsábítani Jacket, de a módszerek nem igazán működnek.
Jack és Greg közt is feszült lesz a viszony, amikor Gregnek kell vigyáznia Kicsi Jackre. Jack a Ferber-módszer szerint neveli a fiút, ami Greg szerint gyerekkínzás. Mikor rá kell vigyáznia, sajnos minden balul üt ki: a kisfiú első szava egy trágárság lesz, ráadásul kiszökik a járókájából, a kezéhez ragaszt egy üveg rumot, és megnézi A sebhelyes arcút. Jack dühös lesz, és visszatér a régi módszereihez: DNS-analízisre küldi Greg és Jorge mintáit, és arra készül, hogy az esküvő előtti nagy bulin leplezi le Greget. A bulin kiderül, hogy Greg semmit nem sejt a fiúval kapcsolatban, amit Jack nem hisz el, ezért igazságszérummal itatja meg őt. Greg kábult állapotban elismeri, hogy ő a fia, sőt azt is bevallja, hogy Pam várandós.
Másnap reggel Pam kérdésére Greg bevallja, hogy egyáltalán nem tud Jorge-ról semmit, amit Pam elhisz. Jacknek viszont elege van Greg hazudozásaiból, és követeli, hogy Pam és Dina is távozzanak, vele együtt. Dina megtagadja, helyette mindenkinek elmeséli Jack mesterkedéseit. Mindenki Jack ellen fordul, ő pedig dühösen távozik, mert úgy érzi, mindenki összeesküdött ellene. Bernie és Greg utánaindulnak, de letartóztatják őket gyorshajtásért. Jack megtudja, hogy tényleg nem Greg Jorge apja, hanem egy baseballjátékos, ezért visszafordul, de mikor megpróbál Greg és Bernie ügyében intézkedni, őt is letartóztatják. Mivel a bíró a Beckur-család közeli barátja, ezért elengedik őket. Greg, Jack, és Bernie végül kibékülnek egymással. Greg és Pam összeházasodnak, mégpedig Kevin adja őket össze, Jack és Dina között pedig, Roz tippjeinek hála, újra fellángol a szerelem.
A stáblista alatt láthatjuk, hogy Jack visszanézi, hogy mit vett fel a titkos kamerája Beckurék Kicsi Jackkel való viselkedésével kapcsolatban. Greg, aki mindvégig tudott a kameráról, hülyéskedik előtte neki egy sort, mielőtt leleplezné magát.